# Diócesis de Mariannhill
La diócesis de Mariannhill (en latín: Dioecesis Collis Mariae seu Mariannhillen(sis) y en inglés: Roman Catholic Diocese of Mariannhill) es una circunscripción eclesiástica latina de la Iglesia católica en Sudáfrica, sufragánea de la arquidiócesis de Durban. La diócesis tiene al obispo Pius Mlungisi Dlungwana como su ordinario desde el 6 de abril de 2022. 

## Territorio y organización
La diócesis tiene 12 612 km² y extiende su jurisdicción sobre los fieles católicos de rito latino residentes en las siguientes unidades administrativa de la provincia de KwaZulu-Natal: Ixopo, Impendle, Richmond, Umzinto, Umbumbulu, parte de Port Shepstone, Camperdown y Pinetown, Polela y Underberg.
La sede de la diócesis se encuentra en Mariannhill (un suburbio de Pinetown), en donde se halla la Catedral de San José en el monasterio de Mariannhill.
En 2019 en la diócesis existían 46 parroquias.

## Historia
En 1879 el vicariato apostólico del Cabo de Buena Esperanza invitó a la Orden Cisterciense de la Estricta Observancia a fundar su misión en Sudáfrica: el austriaco Franz Pfanner, exmonje de la abadía de Tre Fontane en Roma y fundador del monasterio bosnio de Mariastern en Bania Luka, aceptó con entusiasmo la invitación y en 1880 fundó la misión de Mariannhill en la ciudad de Pinetown. 
Dado que el rigor de la regla monástica obstaculizó el trabajo de evangelización de los religiosos, en 1909 la abadía fue independizada por la orden trapense y los monjes de Mariannhill formaron una congregación misionera independiente que tomó el nombre de Misioneros de Mariannhill.
El 10 de septiembre de 1921, en virtud del breve Ex hac Principis Apostolorum del papa Benedicto XV, Mariannhill fue erigida como sede de un nuevo vicariato apostólico, cuyo territorio se obtuvo del vicariato apostólico de Natal (hoy arquidiócesis de Durban). El vicariato estaba encomendado a los religiosos de la congregación.
El 30 de marzo de 1930 cedió una parte de su territorio para la erección de la prefectura apostólica de Umtata (hoy diócesis de Umtata) mediante el breve Quo maiori del papa Pío XI.
El 8 de abril de 1935 cedió otra parte de su territorio para la erección de la prefectura apostólica de Mount Currie (hoy diócesis de Kokstad) mediante la bula Quo Catholici Nominis del papa Pío XI.
El 11 de enero de 1951 el vicariato apostólico fue elevado a diócesis con la bula Suprema Nobis del papa Pío XII.
El 21 de febrero de 1954 cedió otra porción de territorio para la erección de la diócesis de Umzimkulu mediante la bula Cum in Africa del papa Pío XII.

## Estadísticas
De acuerdo al Anuario Pontificio 2020 la diócesis tenía a fines de 2019 un total de 335 100 fieles bautizados.
| Año                                                                             | Población            | Población | Población      | Sacerdotes | Sacerdotes    | Sacerdotes    | Bautizados por sacerdote | Diáconos permanentes | Religiosos | Religiosos | Parroquias |
| Año                                                                             | Bautizados católicos | Total     | % de católicos | Total      | Clero secular | Clero regular | Bautizados por sacerdote | Diáconos permanentes | Varones    | Mujeres    | Parroquias |
| ------------------------------------------------------------------------------- | -------------------- | --------- | -------------- | ---------- | ------------- | ------------- | ------------------------ | -------------------- | ---------- | ---------- | ---------- |
| 1949                                                                            | 114 174              | 500 000   | 22.8           | 83         | 10            | 73            | 1375                     |                      | 181        | 196        | 42         |
| 1970                                                                            | 191 820              | 500 000   | 38.4           | 78         | 8             | 70            | 2459                     |                      | 129        | 470        | 1          |
| 1980                                                                            | 258 960              | 875 000   | 29.6           | 73         | 9             | 64            | 3547                     |                      | 114        | 465        | 43         |
| 1990                                                                            | 306 300              | 1 156 000 | 26.5           | 53         | 13            | 40            | 5779                     | 1                    | 76         | 430        | 41         |
| 1999                                                                            | 284 500              | 1 390 000 | 20.5           | 57         | 28            | 29            | 4991                     | 1                    | 64         | 400        | 43         |
| 2000                                                                            | 264 900              | 1 420 000 | 18.7           | 55         | 27            | 28            | 4816                     | 1                    | 59         | 405        | 43         |
| 2001                                                                            | 270 200              | 1 450 000 | 18.6           | 58         | 28            | 30            | 4658                     |                      | 61         | 400        | 43         |
| 2003                                                                            | 281 600              | 1 791 600 | 15.7           | 59         | 32            | 27            | 4772                     |                      | 55         | 346        | 43         |
| 2004                                                                            | 284 400              | 1 819 400 | 15.6           | 61         | 37            | 24            | 4662                     |                      | 55         | 346        | 43         |
| 2013                                                                            | 215 000              | 2 520 100 | 8.5            | 74         | 47            | 27            | 2905                     |                      | 46         | 247        | 46         |
| 2016                                                                            | 286 479              | 2 771 840 | 10.3           | 93         | 44            | 49            | 3080                     |                      | 83         | 346        | 45         |
| 2019                                                                            | 335 100              | 2 876 300 | 11.7           | 100        | 51            | 49            | 3351                     |                      | 98         | 241        | 46         |
| Fuente: Catholic-Hierarchy, que a su vez toma los datos del Anuario Pontificio. |                      |           |                |            |               |               |                          |                      |            |            |            |

## Episcopologio
- Adalbero Fleischer, C.M.M. † (22 de marzo de 1922-14 de abril de 1950 renunció)
- Alphonse Streit, C.M.M. † (23 de diciembre de 1950-21 de mayo de 1970 renunció[7])
- Martin Elmar Schmid, C.M.M. † (21 de mayo de 1970-18 de junio de 1980 falleció)
- Paul Themba Mngoma † (12 de febrero de 1981-7 de febrero de 2005 renunció)
- Pius Mlungisi Dlungwana, desde el 3 de junio de 2006[8]
  - Neil Augustine Frank, O.M.I., desde el 26 de febrero de 2022[9] (coadjutor con facultad especial)